# Henry Tiller
Henry Tiller (* 14. Juni 1914 in Trondheim; † 1. Januar 1999 ebenda) war ein norwegischer Boxer. Er war Gewinner der Silbermedaille bei den Olympischen Spielen 1936 in Berlin im Mittelgewicht (damals bis 72,6 kg Körpergewicht).

## Werdegang

### Amateurlaufbahn
Henry Tiller begann 1930 beim "Bokseklubben" Trondheim mit dem Boxen. Er war sehr gut veranlagt und entwickelte sich schnell zu einem technisch hervorragenden Boxer. Bereits 1931 wurde er norwegischer Juniorenmeister im Leichtgewicht (damals bis 61,2 kg Körpergewicht). In den folgenden Jahren wuchs er in das Mittelgewicht hinein. Im Jahre 1935 gewann er seinen ersten norwegischen Meistertitel bei den Senioren im Mittelgewicht, dem er bis zum Jahre 1940 noch vier weitere hinzufügte.
Sein Debüt bei einer internationalen Boxveranstaltung gab er 1934 anlässlich eines Länderkampfes Irland gegen Norwegen in Dublin. Länderkämpfe zwischen einzelnen Nationen spielten zur damaligen Zeit eine große Rolle, da sie häufig die einzigen Vergleichsmöglichkeiten unter den Sportler verschiedener Nationen boten. Große internationale Meisterschaften waren in den 1930er Jahren relativ selten. Andere internationale Boxturniere fanden überhaupt nicht statt. In Dublin verlor Henry Tiller in seinem ersten Länderkampf gegen den Iren Laurence Flood nach Punkten.
Im Jahre 1936 wurde Henry Tiller zu den Olympischen Spielen nach Berlin entsandt. Das olympische Boxturnier war das erste internationale Boxturnier, an dem er teilnahm. Er startete im Mittelgewicht und siegte in seinem ersten Kampf über Edward Peltz aus Südafrika nach Punkten. Nach Punkten siegte er auch in seinen nächsten Kämpfen über Richard Shrimpton aus Großbritannien, Adolf Baumgarten aus Deutschland und Henryk Chmielewski aus Polen und hatte damit das Finale gegen Jean Despeaux aus Frankreich erreicht. In einem ausgeglichenen Kampf entschieden einige bessere Szenen, die Despeaux in der Schlussrunde hatte, zu dessen Gunsten. Henry Tiller verlor knapp nach Punkten und erhielt deswegen die Silbermedaille.
1937 war Henry Tiller dann auch bei der Europameisterschaft in Mailand am Start. Dort siegte er im Mittelgewicht über Peter Horak aus Österreich und Anton Raadik aus Estland nach Punkten, unterlag aber im Halbfinale gegen Henryk Chmielewski, so dass er das Finale nicht erreichte. Den Kampf um den 3. Platz, der damals noch ausgeboxt wurde, gegen den Italiener Bruno Zorzenone konnte er verletzungsbedingt nicht bestreiten und musste sich deshalb mit dem 4. Platz begnügen. Am 5. Dezember 1937 gelang Henry Tiller in Oslo bei einem Länderkampf Norwegen gegen Polen auch die Revanche für die Niederlage bei der Europameisterschaft gegen Henryk Chmielewski. Er gewann diesen Kampf nach Punkten.
1938 gewann Henry Tiller in London die offene englische Meisterschaft im Mittelgewicht mit einem Sieg über David Peck.
Danach bestritt er keine internationalen Kämpfe mehr. Als Amateurboxer hatte er in seiner Laufbahn 158 Kämpfe bestritten, von denen 22 verlor, einmal boxte er unentschieden.

### Profilaufbahn
Die Profilaufbahn von Henry Tiller beschränkte sich auf vier gewonnene Kämpfe im Jahre 1941. Sie war im Vergleich zu seiner Amateurlaufbahn unbedeutend.

### Länderkämpfe mit Henry Tiller
- 1934 in Dublin, Irland gegen Norwegen, Punktniederlage gegen Laurence Flood,
- 1935 in Oslo, Norwegen gegen England, Punktniederlage gegen Alf Shawyer,
- 1936 in Oslo, Norwegen gegen Schweden, Punktsieg über Harry Ekland,
- 1936 in Kopenhagen, Dänemark gegen Norwegen, Punktsieger über Gunnar Andreasen,
- 1936 in Oslo, Norwegen gegen Niederlande, Sieger über Freddy te Nuyl,
- 1937 in Poznań, Polen gegen Norwegen, unentschieden gegen Josef Pisarski,
- 1937 in Stockholm, Schweden gegen Norwegen, Punktsieg über Gösta Sandberg,
- 1937 in Oslo, Norwegen gegen Polen, Punktsieg über Henryk Chmielewski,
- 1938 in Oslo, Norwegen gegen Schweden, Punktsieg über Gösta Borg,
- 1938 in Kopenhagen, Dänemark gegen Norwegen, Punktsieg über Gunnar Andreasen